# Ячовиці
Ячовиці (пол. Jaczowice, нім. Jatzdorf) — село в Польщі, у гміні Немодлін Опольського повіту Опольського воєводства.
Населення — 141 особа (2011).

## Демографія
Демографічна структура станом на 31 березня 2011 року:
|          | Загалом | Допрацездатний вік | Працездатний вік | Постпрацездатний вік |
| -------- | ------- | ------------------ | ---------------- | -------------------- |
| Чоловіки | 79      | 17                 | 56               | 6                    |
| Жінки    | 62      | 10                 | 36               | 16                   |
| Разом    | 141     | 27                 | 92               | 22                   |